# Sojombo

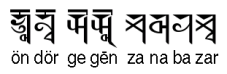
Imię Bogdo Dzanabadzara, twórcy sojombo, zapisane w tym piśmie

Pismo sojombo (mong. Соёмбо бичг, Sojombo biczg) – pismo sylabiczne wymyślone w 1686 przez Bogdo Dzanabadzara, służące do zapisywania języka mongolskiego.

## Powstanie
Pismo sojombo jest czwartym z kolei mongolskim pismem. Zostało wynalezione zaledwie 40 lat po wynalezieniu trzeciego mongolskiego alfabetu, todo.
Legenda mówi, że dżawdzandamba (przywódca religijny Mongolii) Bogdo Dzanabadzar pewnej nocy ujrzał na niebie świetliste znaki. Szybko narysował je, a następnego ranka spojrzał na to, co napisał, i stwierdził, że znaki te są podobne do znaków pisma używanych w Indiach. Z zapisanych znaków Dzanabadzar stworzył swój własny alfabet, który nazwał sojombo od nepalskiego słowa swayyambah, które oznacza „stworzone samo z siebie”.
W rzeczywistości Dzanabadzar przy tworzeniu alfabetu sojombo wzorował się na piśmie dewanagari, używanym w Indiach. Początkowo większość znaków zapożyczył z indyjskiego pisma lantsa, i zmodyfikował je, zapożyczając elementy z tradycyjnego pisma mongolskiego oraz z archaicznego alfabetu orchońskiego.

## Alfabet

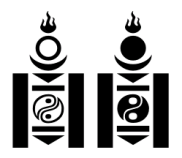
Znak Sojombo w dwóch wariantach: czarnym i białym

Sojombo jest pierwszym mongolskim alfabetem, który jest zapisywany poziomo, od lewej do prawej; trzy wcześniejsze były zapisywane pionowo.
Alfabet ten obejmuje kilkadziesiąt znaków sylabicznych oraz specjalny znak, zwany sojombo. Występuje on na mongolskiej fladze i godle oraz na wielu innych przedmiotach w tym państwie; znaczkach pocztowych, pieniądzach itp., i jest uważany za mongolski symbol narodowy. Występuje w dwóch wariantach: czarnym i białym. Znaku tego używa się tylko do oznaczenia początku i końca tekstu; na końcu trzeba postawić znak odmienny od tego, który jest na początku, tj. kiedy na początku tekstu stawimy sojombo biały, dla oznaczenia końca tekstu musimy postawić sojombo czarny i na odwrót.
W sojombo istnieje jeden znak interpunkcyjny. Pionowa kreska ( | ) oznacza koniec zdania, czyli jest to coś w rodzaju naszej kropki. Łącznie alfabet sojombo możliwych jest około 4000 kombinacji znaków (samogłosek ze spółgłoskami, spółgłosek zamkniętych itd.), jednak w aktualnym użyciu jest 50 znaków.

## Użycie
Dziś powszechnie w Mongolii stosuje się cyrylicę, a ponieważ sojombo byłoby pismem zbyt żmudnym do zastosowania na co dzień, jest tam tylko używane w miejscach kultu jako „święte” pismo, w którym spisuje się święte księgi, lub w celach dekoracyjnych. W piśmie sojombo spisywane są w Mongolii wszelkie modlitwy i dlatego można posłużyć je uznać za „pismo religijne”.
W poniższej tabelce widnieje wszystkich (około 50) znaków sojombo, które są dziś w użyciu i ich transliteracja na alfabet łaciński w wymowie zanglicyzowanej („j” jako „dż”, „y” jako „j” oraz „v” jako „w”). Pomylono w niej ze sobą znaki na dyftongi „ai” i „au”.

## Unikod
Alfabet sylabiczny sojombo ma zostać dodany w unikodzie.
Propozycję uwzględnienia go wysunął Anshuman Pandey.